# Pāvares
Pāvares (persiska: پاورس, پَوَرس) är en ort i Iran.   Den ligger i provinsen Östazarbaijan, i den nordvästra delen av landet, 400 km nordväst om huvudstaden Teheran. Pāvares ligger 1 718 meter över havet och antalet invånare är 183.
Terrängen runt Pāvares är lite bergig. Runt Pāvares är det ganska glesbefolkat, med 38 invånare per kvadratkilometer. Närmaste större samhälle är Khūbestān, 9,4 km nordväst om Pāvares. Trakten runt Pāvares består i huvudsak av gräsmarker.